# Zangilanský rajón

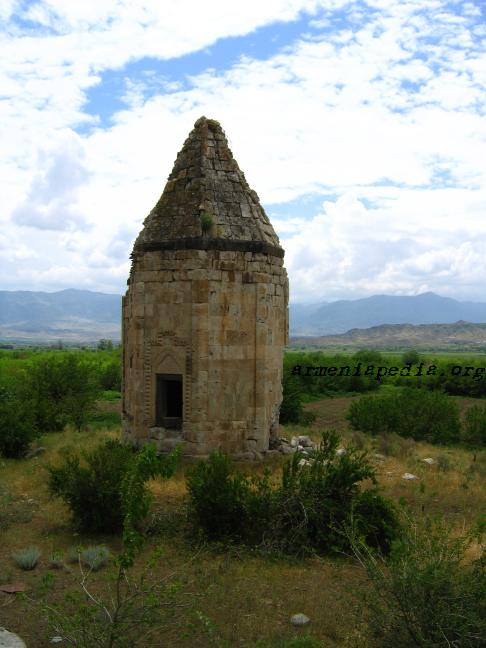
Mauzoleum v Məmmədbəyli

Zangilanský rajón (ázerbájdžánsky Zəngilan rayonu) je oblast v jihozápadním Ázerbájdžánu, jehož správním centrem je Zangilan.

## Demografie
V roce 1979 žilo v oblasti 29 377 lidí následujícího etnického složení:
- Ázerbájdžánci 97,6 % (28 685)
- Rusové 2,0 % (590)
- Arméni 0,1 % (35)

Počet obyvatel se v roce 1989 zvýšil na 32 698 lidí. Po okupaci Arménií se oblast prakticky vylidnila, Ázerbájdžánci byli vyhnáni.
Zangilanská oblast byla ázerbájdžánskou vládou vybrána jako místo pro první vlnu návratu ázerbájdžánských uprchlíků. Tento projekt přesídlení uprchlíků nazývají Velký návrat. Do července 2022 bylo se do oblasti vrátilo zhruba 60 lidí. Dalších 41 rodin se vrátilo na konci léta 2022 do vesnice Agali, kde vála postavila desítky nových domů, školu, mateřskou školu. Do konce roku 2022 by vesnice Agali měla být zcela zalidněna.

## Geografie
Zangilanská oblast se nachází v jihozápadní části Ázerbájdžánu, v severní části řeky Araks a hraničí s Arménií a Íránem.
Na území regionu se nachází převážně druhohorní reliéf, rozšířené jsou především křídové, sopečné a sedimentární horniny. Pozůstatky jury a křídy, běžné v horských oblastech, pocházejí z doby před 150–200 tisíci lety. V regionu se nachází hory Barbar a Salafir (2270 m). Toto pohoří prochází roklí řeky Araks. Ve směru od vesnic Sobu-Top-Dallakli je další pohoří, které začíná od vrchoviny Šukurataz a klesá poblíž Araksu.
Mezi řekami Ochči a Vorotan leží Pohoří Susan. Tuto lokalitu tvoří sedimentární křídové horniny. Při obou březích Ochči se nacházejí krasové jeskyně. Horský hřeben Karabachu se nachází v severovýchodní části zangilanské oblasti. Tento hřeben vytváří údolí Goyan, jak se snižuje.
Na hornatém území zangilanské oblasti se rozšířily lesy. Listnaté lesy jsou především ve výškách 1800–2000 metrů, postupně se snižují a vytváří subalpské a alpské louky. Zangilanská oblast je bohatá na léčivé rostliny a minerální prameny.
Povětrnostní podmínky a komplexní horský reliéf vytvořily neobvyklé podnebí. Na území podél Araksu s polopouští a suchými stepi prochází suchá zima a ve vyšších polohách je klima mírně teplé. Území je bohaté na minerály - molybden, zlato, stavební materiály, vápenec a další. V okrese se také nachází největší rovinatý les v Evropě.

## Dějiny
Tento region, který se nachází na křižovatce východu a západu, byl již od starověku významným obchodním uzlem. Starobylost historie kraje dokazují hrady, pozorovací stanoviště, kulturní památky, nalezené starověké mince a archeologické vykopávky. Desítky mincí ze 4.–2. století před naším letopočtem ukazují, že tato oblast hrála ve starověkém světě důležitou roli v mezinárodním obchodu.
V souvislost se zřízením vodního uzlu Khudafer provedl v letech 1974 a 1979 Historický ústav Ázerbájdžánské akademie věd archeologický výzkum, při němž byly objeveny ruiny středověkého města známého jako Šahri Chalifan. Rozloha zbytků města je asi 9 hektarů. Lidé zde žili asi od 9. století, město existovalo až do 17. století. Archeologické vykopávky ukazují, že se ve městě vyvinulo umění keramiky a metalurgie. Zvláštní místo v ekonomice středověkého města mělo pěstování rýže. Studie odhalila, že v okolí města jsou dva hřbitovy, kde se pohřby konaly podle islámských zvyků.
Na území oblasti se nachází ve vesnici Mammadbeyli unikátní osmiboká hrobka Yahya ibn Muhammada al-Hajj (zbudována v letech 1304–1305) 
29. října 1993 se oblast během války o Náhorní Karabach dostala pod kontrolu arménské armády. 
Dne 20. října 2020, prezident Ázerbájdžánu Ilham Alijev, oznámil, že ázerbájdžánské vojenské síly dobyly některé osady zangilanské oblasti, konkrétně Havali, Zarnali, Mammadbayli, Hakari, Šarifan, Mughanli a především samotné město Zangilan. 21. října 2020 bylo oznámeno, že osada Mindživan a dalších 12 vesnic zangilanské oblasti byly získány pod ázerbájdžánskou kontrolu. Do 22. října 2020 měl Ázerbájdžán pod kontrolou všechny osady v zangilanském kraji. Získáním poslední osady Aghband nabyl Ázerbájdžán plné kontroly nad ázerbájdžánsko-íránskou státní hranicí.